# Yamate
Yamate (山手?) es el nombre de dos barrios situados en Naka-ku, Yokohama, Japón. Uno es el histórico Yamate Bluff, que contiene el Cementerio de Extranjeros, muchas viviendas bien conservadas, dos Colegios Internacionales (Yokohama International School y Saint Maur International School) y la Catedral del Sagrado Corazón. El otro es la zona alrededor la Estación de Yamate de la Línea Keihin-Tōhoku de JR, entre las estaciones de Ishikawacho y Negishi.

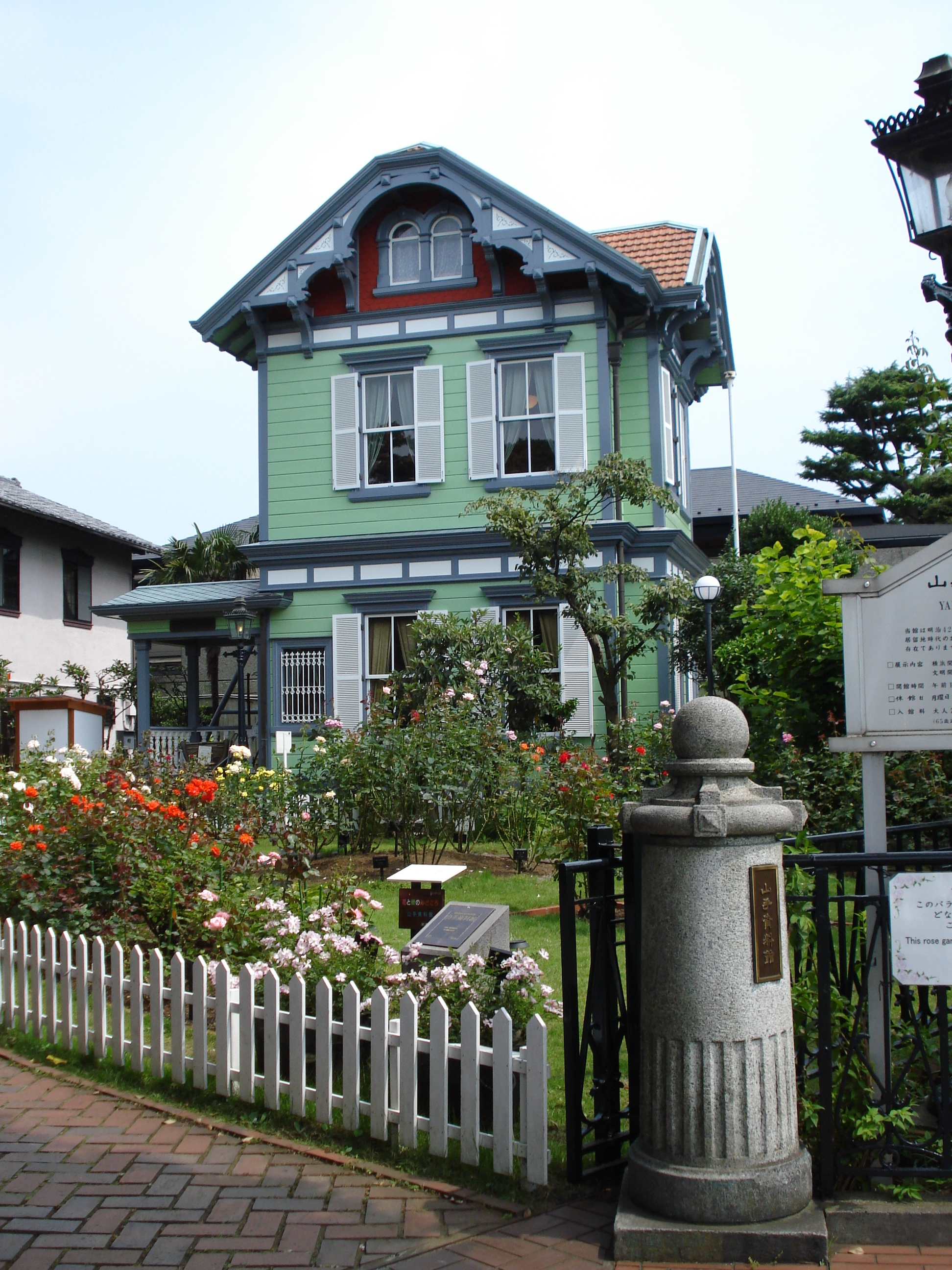
yamate siryoukan

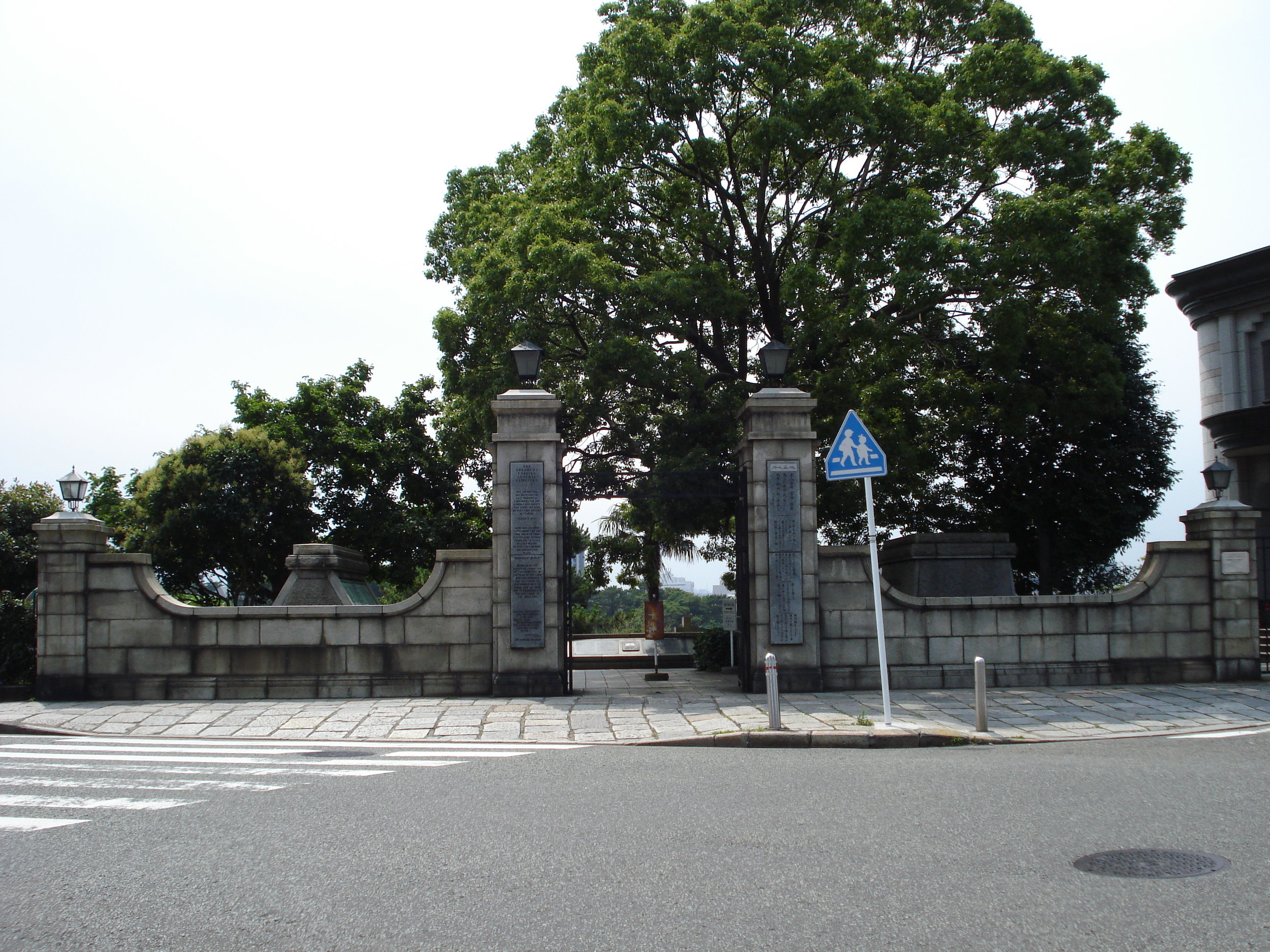
gaijin bochi

La zona Yamate Bluff es famosa por haber sido un barrio importante de extranjeros durante las eras Bakumatsu y Meiji. Muchos oyatoi gaikokujin (asesores extranjeros del gobierno) se establecieron aquí, junto con misiones diplomáticas y un cementerio de extranjeros. El barrio mantiene esta reputación en la actualidad, junto con Motomachi, situado junto a él. Además de varias escuelas internacionales, en la zona hay varios lugares turísticos como el Minato no mieru oka koen (港の見える丘公園?) (Harbour View Park), edificios occidentales históricos como la Casa Yamate 111 House, la Casa Bluff 18. antigua casa del diplomático británico y la casa Yamate 234. Hay muchos edificios occidentales en este barrio porque los británicos tomaron el control de Yamate durante un tiempo. Otros lugares son el Museo del Gato, el Museo del Club de los Juguetes, y muchas iglesias. La mayoría de los habitantes del barrio son japoneses acomodados o extranjeros. 